# Józef Jungiewicz
Józef Jungiewicz (ur. 7 lutego 1936 w Połańcu, zm. 20 lipca 2015 w Tęgoborzu) – polski polityk, inżynier górnik, sadownik, poseł na Sejm X kadencji (1989–1991), wojewoda nowosądecki (1992–1993).

## Życiorys
Syn Karola i Anieli. Ukończył w 1966 studia na Akademii Górniczo-Hutniczej w Krakowie, gdzie uzyskał tytuł zawodowy magistra inżyniera górnika. Pracę w zawodzie rozpoczął w Sądeckich Zakładach Elektro-Węglowych w Nowym Sączu, prowadził jednocześnie gospodarstwo sadownicze w Tęgoborzu. Był zatrudniony następnie jako nauczyciel fizyki w szkole podstawowej w tej miejscowości, w 1994 przeszedł na emeryturę. Był współautorem siedmiu opatentowanych wynalazków, w tym Sposobu wypalania wyrobów elektrodowych w piecach kręgowych.
W 1980 wstąpił do Niezależnego Samorządnego Związku Zawodowego „Solidarność”, organizował działalność związku w swoim zakładzie pracy, został tam przewodniczącym komisji zakładowej. W stanie wojennym internowany, po zwolnieniu organizował w środowisku rolniczym pomoc na rzecz strajkujących hutników. Działał także w Klubie Inteligencji Katolickiej.
W 1989 został posłem na Sejm X kadencji z okręgu nowosądeckiego z ramienia Komitetu Obywatelskiego. W Sejmie należał do Obywatelskiego Klubu Parlamentarnego, a w jego ramach do koła Polskiego Stronnictwa Ludowego „Solidarność”, z którego jednak wystąpił. Zasiadał m.in. w Komisji Zdrowia oraz Komisji Rolnictwa i Gospodarki Żywnościowej. W 1990 zakładał Porozumienie Centrum w Nowym Sączu.
W 1991 bez powodzenia ubiegał się o reelekcję z ramienia Porozumienia Ludowego. Od 1992 do 1993 sprawował urząd wojewody nowosądeckiego, został powołany na to stanowisko przez Jana Olszewskiego w ostatnim dniu urzędowania jego rządu, należał w tym czasie do Ruchu dla Rzeczypospolitej. W 1997 z własnego komitetu bezskutecznie kandydował do Senatu w okręgu nowosądeckim.
Związany później także z Ruchem Odbudowy Polski, Rodziną Polską, Porozumieniem Polskich Chrześcijańskich Demokratów, Ligą Polskich Rodzin (z ramienia której w 2002 bezskutecznie kandydował na wójta Łososiny Dolnej) i Chrześcijańskim Ruchem Samorządowym.

## Odznaczenia
W 2011 prezydent Bronisław Komorowski odznaczył go Krzyżem Kawalerskim Orderu Odrodzenia Polski. W 2015 pośmiertnie odznaczony Krzyżem Wolności i Solidarności.